# Armée catholique et royale du Morbihan
L'Armée catholique et royale du Morbihan, aussi nommée Armée royale du Morbihan ou Armée catholique et royale de Vannes est une armée royaliste active dans le département du Morbihan lors de la Chouannerie. Elle est commandée successivement par Joseph de Boulainvilliers de Croÿ, Sébastien de La Haye de Silz et Georges Cadoudal.

## Première organisation
Le 12 juillet 1794, une conférence tenue à l'initiative de Joseph de Puisaye et de Pierre Guillemot instaure un Conseil royal du Morbihan, en vue d'organiser l'insurrection dans le département. Trois hommes sont placés à la tête du Comité central : Pierre Guillemot, Joseph de Boulainvilliers de Croÿ et La Bourdonnaye de Coëtcandec,. Des commandants sont nommés dans chaque canton et chaque paroisse est pourvue d'un chef désigné par le Comité central, qui, le plus souvent, choisit celui reconnu par les paysans insurgés.
En juillet, Puisaye décide cependant de nommer un commandant unique à la tête du Morbihan. Il désigne d'abord La Bourdonnaye, mais celui-ci se récuse, estimant ne pas avoir les compétences nécessaires,. Boulainvilliers s'autoproclame alors ou est désigné général en chef du Morbihan et reçoit de Puisaye une subvention de 50 000 francs,.
Cependant, les 17 et 18 août, Boulainvilliers subit deux rudes échecs lors du combat de Saint-Jean-Brévelay et du combat de Trédion,. Celui-ci est alors destitué Puisaye qui nomme à sa place Sébastien de La Haye de Silz le 26 août. 
Furieux, Boulainvilliers s'enfuit dans la région de Ménéac avec l'essentiel de l'or remis par Puisaye,. Mais en décembre, il retourne à Saint-Jean-Brévelay, afin de revoir sa maîtresse, Madame de Forsanz, qui venait d'être relâchée par les républicains,. Sur ordre de Guillemot, il est alors arrêté au manoir de Kernicol par le capitaine de la paroisse, Le Thiers ou Le Labourier, et conduit au village voisin de Kerhervy, où il est jugé, condamné à mort, et fusillé le 17 janvier 1795,.

## Cantons
États des forces depuis la rivière de la Blavette (du Blavet) ou Hennebont jusqu'à la rivière de l'Outre (l'Oust).
Londres, février 1795.
- Hennebont, canton de Mercier
9 compagnies, 487 hommes.
- Auray, canton de Cadoudal
 13 compagnies, 702 hommes.
- Lorient, canton de Bonfils de Saint-Loup
 6 compagnies, 324 hommes.
- Bignan, canton de Guillemot
 18 compagnies, 912 hommes.
- Grand-Champ, canton de La Bourdonnaye
 19 compagnies, 1 026 hommes.
- Muzillac, canton de Trebuz
 13,5 compagnies, 729 hommes.
- Rochefort, canton de Deseranières
 9 compagnies, 378 hommes.
- Elven, canton de Sébastien de La Haye de Silz
 54 compagnies, 2 916 hommes.
- Pontivy, canton de Jean Jan
 13 compagnies, 702 hommes.

## Divisions (1795-1796)
- Division d'Auray, 
Colonel: Georges Cadoudal, puis Jean Rohu
- Division de Bignan, 
Colonel: Pierre Guillemot
- Division de Vannes, 
Colonel: Pierre-Mathurin Mercier, dit La Vendée
- Division de Melrand et Baud, 
Colonel: Jean Jan
- Division de Loudéac, 
Colonel: Pierre Robinault de Saint-Régent
- Division de La Trinité-Porhoët, 
Colonel: de Troussier
- Division de Redon, 
Colonel: Louis de Sol de Grisolles
- Division de Muzillac, 
Colonel: Louis de La Haye de Silz
- Division de Ploërmel et Malestroit, 
Colonel: César du Bouays, puis Closmadeuc
- Division de Hennebont, 
Colonel: Bonfils de Saint-Loup
- Division de Pontivy, 
Colonel: Lantivy du Rest
- Division de Gourin et Le Faouët, 
Colonel: du Chélas

## Légions (1799-1800)
Le terme de division fut remplacé par celui de légion. Au total ces 8 légions commandées par Georges Cadoudal étaient fortes de près de 20 000 hommes. 
- 1re légion, de Bignan, 4 500 hommes.
Colonel: Pierre Guillemot
- 2e légion, d'Auray, 3 500 hommes.
Colonel: Jean Rohu
- 3e légion, de Vannes, 2 000 hommes.
Colonel: Pierre-Mathurin Mercier, dit La Vendée
- 4e légion, de Muzillac et de Redon, 2 000 hommes.
Colonel: Louis de Sol de Grisolles
- 5e légion, de La Trinité-Porhoët, 1 200 hommes.
Colonel: Pierre Robinault de Saint-Régent
- 6e légion, de Ploërmel et de Guer, 600 hommes.
Colonel: César du Bouays
- 7e légion, de Melrand, 2 000 hommes.
Colonel: Achille Biget
- 8e légion, de Gourin, 1 500 hommes.
Colonel: Jean François Edme Le Paige de Bar

### Légion de Bignan
- Légion de Bignan
Colonel: Pierre Guillemot, dit le Roi de Bignan
Lieutenant-colonel: Gomez, 
Major: Mathurin Le Goësble 
  - Colonne de Bignan.
Lieutenant-Colonel: Le Thieis
    - Compagnie d’élite de Voltigeurs. 
Capitaine: Jean Le Boucher
    - Compagnie d’élite de Grenadiers.
 Capitaine: Louis Charier
    - 1re Compagnie de . 
Capitaine: Pierre Le Goff
    - 2e Compagnie de . 
Capitaine: Guillaume Gilet
    - 1re Compagnie de Saint-Jean-Brévelay. 
Capitaine:
    - 2e Compagnie de Saint-Jean-Brévelay. 
Capitaine: Berthaud (†), puis
Capitaine: Mathurin Le Labourier
    - 1re Compagnie de Plumelec. 
Capitaine: Joseph Aubin
    - 2e Compagnie de Plumelec. 
Capitaine: Pierre Baron
    - Compagnie de Moustoir-Ac. 
Capitaine: Louis Jéso
    - Compagnie de Plumelin. 
Capitaine: René Le Divy
    - Compagnie de Moréac. 
Capitaine: Louis Lamour, puis
Capitaine: Jean-François Cadio
    - Compagnie de Locminé. 
Capitaine: Guyot
    - Compagnie de Saint-Allouestre. 
Capitaine: Jean Samson

- - Colonne de Sérent[7].
Lieutenant-Colonel: Maturin Le Goësble 
    - Compagnie d’élite de Voltigeurs. 
Capitaine: M. Alain
    - Compagnie d’élite de Grenadiers.
 Capitaine: Marc Garin
    - 1re Compagnie de Sérent. 
Capitaine: Joseph Guého
    - 2e Compagnie de Sérent. 
Capitaine:Guillaume Guimard
    - Compagnie de Lizio. 
Capitaine: Mathurin Le Blanc, dit Sans Peur
    - Compagnie de Tréganteur. 
Capitaine: Louis Picaud
    - Compagnie de Saint-Servant. 
Capitaine: Nays
    - Compagnie de Billio et Cruguel. 
Capitaine: Pierre Guihur
    - Compagnie de Guéhenno. 
Capitaine: Jean Gavaud

  - Colonne de Pleugriffet
    - Compagnie d’élite de Voltigeurs. 
Capitaine: Hays
    - Compagnie de Pleugriffet. 
Capitaine: Vincent Radonac
    - Compagnie de Guégon. 
Capitaine: Mathurin Gambert
    - Compagnie de Radenac. 
Capitaine: Caté
    - Compagnie de Crédin et Réguiny. 
Capitaine: Mathurin Cobigo

### Légion d'Auray
- Légion d'Auray
- Général: Georges Cadoudal
- Colonel: Jean Rohu
  - Lieutenant-colonel: Jacques Eveno
  - Chef de bataillon: Thuriau Le Gloanec
  - Chef de bataillon: Joachim Kermorvan
  - Chef de bataillon: Jean-Marie Hermely
  - Chef de bataillon: Pierre Le Carour
    - Compagnie d’élite de Voltigeurs. 
Capitaine: Coriton
    - Compagnie d’élite de Grenadiers.
 Capitaine: Tronjolys
    - Compagnie de Quiberon. 
Capitaine: Anathase Guillevin
    - Compagnie de Plouharnel. 
Capitaine: François Thoumelin
    - Compagnie de Carnac. 
Capitaine: Joseph Madec, 
Capitaine: Jules Rohu
    - Compagnie de Erdeven. 
Capitaine: Joseph Montfort
    - Compagnie de Belz. 
Capitaine: Grégoire Eveno
    - Compagnie de Crac'h. 
Capitaine: Jean Le Bourdiec
    - Compagnie de Locmariaquer. 
Capitaine: Pierre Crabot, 
Capitaine: Camenen
    - Compagnie de Ploërmel. 
Capitaine: Nicolas Le Lorec
    - Compagnie de Mendon. 
Capitaine: Vincent Guyonvach
    - Compagnie de Pluvigner. 
Capitaine: Louis Le Bourdiec, 
Capitaine: Paul Aury
    - Compagnie de Landaul. 
Capitaine: Marc Le Galludec
    - Compagnie de Camors. 
Capitaine: Alexis Jouannic
    - Compagnie de Languidic. 
Capitaine: Jacques Le Réour, 
Capitaine: Toussaint Perron
    - Compagnie de Kervignac. 
Capitaine: Jean Le Lan
    - Compagnie de Riantec. 
Capitaine: Joachim Jégo
    - Compagnie de Plouhinec. 
Capitaine: Pierre Le Carrour
    - Compagnie de Merlevenez. 
Capitaine: Jean Bernard
    - Compagnie de Brech. 
Capitaine: Louis Le Bourdiec, 
Capitaine: Jean Le Bourdiec
    - Compagnie de Locoal. 
Capitaine: Joseph Lorec
    - Compagnie de Auray. 
Capitaine: Pierre Prou, 
Capitaine: Pierre-Jean Cadudal

### Légion de Vannes
- Légion de Vannes
Colonel: Pierre-Mathurin Mercier, dit La Vendée, 
Lieutenant-colonel: Vincent Hervé, 
Chef de bataillon: Marc Le Guénédal, 
Chef de bataillon: Guillaume Gambert, 
Chef de bataillon: Jacques Audran, 
Chef de bataillon: Jacques Trébur-Oswald, dit Jacques Duchemin

### Légion de Muzillac et de Redon
- Légion de Muzillac et de Redon
Colonel: Louis de Sol de Grisolles, 
Lieutenant-colonel: de Montdoré, 
Chef de bataillon: Pierre Le Cars, 
Chef de bataillon: de Caden, 
Chef de bataillon: du Bot

### Légion de La Trinité
- Légion de La Trinité-Porhoët
Colonel: Pierre Robinault de Saint-Régent, dit Pierrot
Lieutenant-colonel: Le Mintier, dit Sévère
Major: Chevalier de Toussier, 
Chef de bataillon: Dujardin, 
Chef de bataillon: Gaudin, 
Chef de bataillon: Bouché

### Légion de Ploërmel et de Guer
- Légion de Ploërmel et de Guer
Colonel: César du Bouays, 
Lieutenant-colonel: Louis du Bouays

### Légion de Melrand
- Légion de Melrand
Colonel: Achille Biget, 
Lieutenant-colonel: d'Ancourt, dit Augustin, 
Chef de bataillon: Duval, 
Chef de bataillon: Illirac, 
Chef de bataillon: Pobéguin

### Légion de Gourin
- Légion de Gourin
Colonel: Jean François Edme Le Paige de Bar, dit Le Prussien ou Monte au ciel, 
Lieutenant-colonel: Claude-René Guezno de Penanster, dit La Brousse, 
Chef de bataillon: du Four de Kerdaniel, 
Chef de bataillon: Keranflech, dit Jupiter, 
Chef de bataillon: Perial, dit Dudon

## Légions (1815)
- Armée du Morbihan[8]. 
Maréchal de camp: Louis de Sol de Grisolles
Chef d'état-major: de Kermoysan

- Légion de Bignan
Colonel: Yves Le Thieis
- Légion d'Auray
Colonel: Joseph de Cadoudal
Lieutenant-colonel: Jean Rohu
- Légion de Vannes
Colonel: Léridan
- Légion de Redon
Colonel: de Louis-Jacques de Sécillon
- Légion de La Trinité-Porhoët
Colonel: Le Mintier
- Légion de Melrand
Colonel: Julien Guillemot
- Légion de Gourin
Colonel: Claude-René Guezno de Penanster